# Tugu (Lelea)
Tugu is een bestuurslaag in het regentschap Indramayu van de provincie West-Java, Indonesië. Tugu telt 6112 inwoners (volkstelling 2010).